# Paolo Carlo Francesco Origo
Paolo Carlo Francesco Origo (Milano, 12 marzo 1840 – Mantova, 13 novembre 1928) è stato un vescovo cattolico italiano.

## Biografia
Venne ordinato sacerdote il 15 agosto 1862 e nominato vescovo di Mantova il 18 marzo 1895. Durante il suo mandato ampliò Villa Grassetti di Sailetto di Suzzara.
Origo morì in carica all'età di 88 anni e fu sepolto nel duomo di Mantova. Domenico Menna venne nominato suo successore.

## Genealogia episcopale e successione apostolica
La genealogia episcopale è:
- Cardinale Scipione Rebiba
- Cardinale Giulio Antonio Santori
- Cardinale Girolamo Bernerio, O.P.
- Arcivescovo Galeazzo Sanvitale
- Cardinale Ludovico Ludovisi
- Cardinale Luigi Caetani
- Cardinale Ulderico Carpegna
- Cardinale Paluzzo Paluzzi Altieri degli Albertoni
- Papa Benedetto XIII
- Papa Benedetto XIV
- Papa Clemente XIII
- Cardinale Marcantonio Colonna
- Cardinale Giacinto Sigismondo Gerdil, B.
- Cardinale Giulio Maria della Somaglia
- Cardinale Carlo Odescalchi, S.I.
- Cardinale Costantino Patrizi Naro
- Cardinale Lucido Maria Parocchi
- Cardinale Andrea Carlo Ferrari
- Vescovo Paolo Carlo Francesco Origo

La successione apostolica è:
- Vescovo Anselmo Rizzi (1913)